# Halowe Mistrzostwa Europy w Lekkoatletyce 1983 – bieg na 3000 m mężczyzn
Bieg na 3000 metrów mężczyzn – jedna z konkurencji biegowych rozgrywanych podczas halowych lekkoatletycznych mistrzostw Europy w Sportscsarnok w Budapeszcie. Rozegrano od razu bieg finałowy 6 marca 1983. Zwyciężył reprezentant Jugosławii Dragan Zdravković. Tytułu zdobytego na poprzednich mistrzostwach nie bronił Patriz Ilg z Republiki Federalnej Niemiec.

## Rezultaty

### Finał
Opracowano na podstawie materiału źródłowego.
| Miejsce | Zawodnik              | Czas    |
| ------- | --------------------- | ------- |
| 1       | Dragan Zdravković     | 7:54,73 |
| 2       | Walerij Abramow       | 7:57,79 |
| 3       | Uwe Mönkemeyer        | 7:58,11 |
| 4       | Lubomír Tesáček       | 7:58,72 |
| 5       | Ari Paunonen          | 7:59,53 |
| 6       | Christos Papachristos | 8:00,10 |
| 7       | László Szász          | 8:00,20 |
| 8       | Hagen Melzer          | 8:00,74 |
| 9       | Hans-Jürgen Orthmann  | 8:01,83 |
| 10      | Axel Krippschock      | 8:05,80 |
| 11      | Gerhard Hartmann      | 8:13,90 |